# Tamilská Wikipedie
Tamilská Wikipedie je jazyková verze Wikipedie v tamilštině. Byla založena v roce 2003. V lednu 2022 obsahovala přes 143 000 článků a pracovalo pro ni 34 správců. Registrováno bylo přes 199 000 uživatelů, z nichž bylo asi 310 aktivních. V počtu článků byla 59. největší Wikipedie.
V roce 2012 provedli 57,3 % editací tamilské Wikipedie uživatelé z Indie, 15,5 % ze Srí Lanky, 6,4 % z USA a 5,5 % z Kanady.